# المفكرة (رواية)

## المفكرةهو كتاب يضم يوميات الكاتب البرتغالي الحاصل على جائزةنوبل في الأدبجوزيه ساراماغو، كتبها بين شتنبر 2008 وغشت 2009[1][2]، وتمثل السنة الأخيرة من حياته. تتضمن هذهاليومياتملاحظاته الشخصية وتعليقاته على عدد من القضايا السياسية والاجتماعية والثقافية، إلى جانب تأملات يومية تتعلق بحياته الخاصة وقراءاته وعلاقاته.[3]
في مقدمة الكتاب، يشير ساراماغو إلى الدافع وراء كتابتها، إذ يقول: 
"لقد أخبروني أنهم قد حجزوا لي فضاء مدونة وينبغي أن أكتب لأجلها تعليقات وتأملات، آراء بسيطة حول هذا وذاك، باختصار كل ما يخطر ببالي. لكوني أكثر انضباطاً مما أبدو غالباً، أجبت بنعم، وبالفعل سأفعل".
يتناول الكتاب مواقف ساراماغو من عدد من الشخصيات العامة، حيث يوجه انتقادات لسياسيين مثل سيلفيو برلوسكوني، جورج بوش، باراك أوباما، والبابا بنديكتوس السادس عشر، ويعبّر في المقابل عن تقديره لعدد من المفكرين والكتّاب، من بينهم محمود درويش، جورج آمادو، وخوان غويتيسولو.
كما يستعرض المؤلف تأملاته في مدينة لشبونة، ويتناول من خلالها ملامح من الماضي والحاضر، إضافة إلى ملاحظاته حول الأزمة المالية العالمية لعام 2008، التغيرات البيئية، والتحقيقات المتعلقة بضحايا الحرب الأهلية الإسبانية وانتهاكات الحكم العسكري في الأرجنتين.
يعكس الكتاب وجهات نظر ساراماغو تجاه عدد من القضايا المعاصرة، من خلال أسلوب تدويني مباشر، دون أن يغيب عنه الطابع الشخصي والانطباعي، وهو في بعض مقاصده ذاكرة من أجل المستقبل.

## تقسيم الكتاب:
يُقسم الكتاب إلى فصول مرتبة زمنيًا تغطي الفترة من شتنبر 2008 إلى غشت 2009، ويُستهل بمقدمة تمهيدية. يتوزع المحتوى على أساس شهري، حيث خُصص لكل شهر فصل مستقل يبدأ من أيلول/شتنبر 2008 وينتهي بآب/غشت 2009، وذلك كالآتي:
- ص 5: مقدمة
- ص 7: أيلول 2008
- ص 31: تشرين الأول 2008
- ص 77: تشرين الثاني 2008
- ص 101: كانون الأول 2008
- ص 121: كانون الثاني 2009
- ص 145: شباط 2009
- ص 169: آذار 2009
- ص 193: نيسان 2009
- ص 221: أيار 2009
- ص 261: حزيران 2009
- ص 295: تموز 2009
- ص 333: آب 2009

هكذا جمع ساراماغو يومياته لعام كامل ما يتيح للقارئ متابعة أفكار الكاتب وتأملاته حسب تسلسلها الزمني حيث عبّر من خلالها عن أفكاره وانشغالاته اليومية في مجالات متعددة، من الأدب والسياسة إلى الحياة الخاصة والشؤون العامة. وتجاوز عدد هذه التدوينات 360 صفحة، جُمعت لاحقًا في هذا الكتاب.
1. 1 2  صنيج، بديع (16 نوفمبر 2022). "في ذكرى مئويته.. جوزيه ساراماغو عانق كلماته ومضى". شبكة الميادين. مؤرشف من الأصل في 2022-11-16. اطلع عليه بتاريخ 2025-07-01.
2. ↑  سباطة، عبد المجيد. "أن يقودك العمى إلى جائزة نوبل!". الجزيرة نت. مؤرشف من الأصل في 2020-05-29. اطلع عليه بتاريخ 2025-07-05.
3. 1 2  جوزيه ساراماغو (2014). المفكرة. ترجمة: حسن، عدنان (ط. 1nd). دمشق: دال للنشر والتوزيع.
4. 1 2 3 4  "مذكرات ساراماغو.. الأدب لخدمة الإنسانية". الجزيرة نت. اطلع عليه بتاريخ 2025-07-01.
5. ↑  ذبيان، فوزي (31 أغسطس 2023). "العالم ومفكرة ساراماغو". مجلة رمان الثقافية. مؤرشف من الأصل في 2025-05-12. اطلع عليه بتاريخ 2025-07-01.